# 1487 Boda
1487 Boda este un asteroid din centura principală, descoperit pe 17 noiembrie 1938, de Karl Reinmuth.